# Gomphocerinae
Le Gonfocerine (Gomphocerinae Fieber, 1853) sono una sottofamiglia di insetti ortotteri della famiglia Acrididae.

## Tassonomia
La sottofamiglia è suddivisa nelle seguenti tribù:
- Tribù Pacrini Zhang, Zhang & Yin, 2012 [nome provvisorio]
  - genere Pacris Zhang, Zhang & Yin, 2012

- Paropomala Genus Group [nome provvisorio]
  - genere Cordillacris Rehn, 1901
  - genere Paropomala Scudder, 1899
  - genere Prorocorypha Rehn, 1911

- Tribù Acrolophitini Scudder, 1901
  - genere Acrolophitus Thomas, 1871
  - genere Bootettix Bruner, 1889

- Tribù Amblytropidiini Brunner von Wattenwyl, 1893
  - genere Amblytropidia Stål, 1873
  - genere Apolobamba Bruner, 1913
  - genere Boopedon Thomas, 1870
  - genere Caribacris Rehn & Hebard, 1938
  - genere Fenestra Giglio-Tos, 1895
  - genere Peruvia Scudder, 1890
  - genere Pseudoutanacris Jago, 1971
  - genere Sinipta Stål, 1861
  - genere Syrbula Stål, 1873

- Tribù Arcypterini Bolívar, 1914
  - genere Adolfius Harz, 1988
  - genere Amplicubitoacris Zheng, 2010
  - genere Arcyptera Serville, 1838
  - genere Asulconotoides Liu, 1984
  - genere Asulconotus Ying, 1974
  - genere Aulacobothrus Bolívar, 1902
  - genere Berengueria Bolívar, 1909
  - genere Brachypteracris Cao & Zheng, 1996
  - genere Crucinotacris Jago, 1996
  - genere Kangacris Yin, 1983
  - genere Kangacrisoides Wang, Zheng & Niu, 2006
  - genere Leionotacris Jago, 1996
  - genere Leuconemacris Zheng, 1988
  - genere Ningxiacris Zheng & He, 1997
  - genere Pseudoarcyptera Bolívar, 1909
  - genere Ptygonotus Tarbinsky, 1927
  - genere Rhaphotittha Karsch, 1896
  - genere Suacris Yin, Zhang & Li, 2002
  - genere Transtympanacris Lian & Zheng, 1985
  - genere Xinjiangacris Zheng, 1993

- Tribù Aulocarini Contreras & Chapco, 2006
  - genere Ageneotettix McNeill, 1897
  - genere Aulocara Scudder, 1876
  - genere Eupnigodes McNeill, 1897
  - genere Horesidotes Scudder, 1899
  - genere Psoloessa Scudder, 1875

- Tribù Chrysochraontini Brunner von Wattenwyl, 1893
  - genere Barracris Gurney, Strohecker & Helfer, 1963
  - genere Chloealtis Harris, 1841
  - genere Chrysochraon Fischer, 1853
  - genere Confusacris Yin & Li, 1987
  - genere Euchorthippus Tarbinsky, 1926
  - genere Euthystira Fieber, 1852
  - genere Euthystiroides Zhang, Zheng & Ren, 1995
  - genere Mongolotettix Rehn, 1928
  - genere Podismomorpha Lian & Zheng, 1984
  - genere Podismopsis Zubovski, 1900
  - genere Pseudoasonus Yin, 1982

- Tribù Cibolacrini Otte, 1981
  - genere Cibolacris Hebard, 1937
  - genere Heliaula Caudell, 1915
  - genere Ligurotettix McNeill, 1897
  - genere Xeracris Caudell, 1915

- Tribù Compsacrini Carbonell, 1995
  - genere Chiapacris Otte, 1979
  - genere Compsacris Bolívar, 1890
  - genere Notopomala Jago, 1971
  - genere Phaneroturis Bruner, 1904
  - genere Silvitettix Bruner, 1904
  - genere Staurorhectus Giglio-Tos, 1897

- Tribù Dociostaurini Mistshenko, 1974
  - genere Albistriacris Zheng & Lu, 2002
  - genere Dociostaurus Fieber, 1853
  - genere Eremippus Uvarov, 1926
  - genere Eremitusacris Liu, 1981
  - genere Leva Bolívar, 1909
  - genere Mizonocara Uvarov, 1912
  - genere Notostaurus Bei-Bienko, 1933
  - genere Xerohippus Uvarov, 1942

- Tribù Eritettigini Otte, 1981
  - genere Amphitornus McNeill, 1897
  - genere Compsacrella Rehn & Hebard, 1938
  - genere Eritettix Bruner, 1889
  - genere Opeia McNeill, 1897

- Tribù Gomphocerini Fieber, 1853
  - genere Aeropedellus Hebard, 1935
  - genere Brunneria McNeill, 1897
  - genere Chorthippus Fieber, 1852
  - genere Dasyhippus Uvarov, 1930
  - genere Gomphoceridius Bolívar, 1914
  - genere Gomphocerippus Roberts, 1941
  - genere Gomphoceroides Zheng, Xi & Lian, 1992
  - genere Gomphocerus Thunberg, 1815
  - genere Mesasippus Tarbinsky, 1931
  - genere Myrmeleotettix Bolívar, 1914
  - genere Pezohippus Bei-Bienko, 1948
  - genere Phlibostroma Scudder, 1875
  - genere Pseudochorthippus Defaut, 2012
  - genere Schmidtiacris Storozhenko, 2002
  - genere Stauroderus Bolívar, 1897
  - genere Stenobothroides Xu & Zheng, 1996

- Tribù Hypernephiini Mistshenko, 1973
  - genere Anaptygus Mistshenko, 1951
  - genere Asonus Yin, 1982
  - genere Caucasippus Uvarov, 1927
  - genere Dysanema Uvarov, 1925
  - genere Eclipophleps Tarbinsky, 1927
  - genere Grigorija Mistshenko, 1976
  - genere Hebetacris Liu, 1981
  - genere Hypernephia Uvarov, 1922
  - genere Oknosacris Liu, 1981
  - genere Oreoptygonotus Tarbinsky, 1927
  - genere Ptygippus Mistshenko, 1951
  - genere Saxetophilus Umnov, 1930
  - genere Stristernum Liu, 1981

- Tribù Melanotettigini Otte, 1981
  - genere Melanotettix Bruner, 1904

- Tribù Mermiriini Brunner von Wattenwyl, 1893
  - genere Achurum Saussure, 1861
  - genere Mermiria Stål, 1873
  - genere Pseudopomala Morse, 1896

- Tribù Ochrilidini Brunner von Wattenwyl, 1893
  - genere Gonista Bolívar, 1898
  - genere Kirmania Uvarov, 1933
  - genere Ochrilidia Stål, 1873
  - genere Oxypterna Ramme, 1952

- Tribù Orinhippini Yin, X., Hsia & et al., 2003
  - genere Orinhippus Uvarov, 1921

- Tribù Orphulellini
  - genere Dichromorpha Morse, 1896
  - genere Laplatacris Rehn, 1939
  - genere Orphulella Giglio-Tos, 1894
  - genere Orphulina Giglio-Tos, 1894

- Tribù Ramburiellini Defaut, 2012
  - genere Ramburiella Bolívar, 1906

- Tribù Scyllinini Brunner von Wattenwyl, 1893
  - genere Alota Bruner, 1913
  - genere Borellia Rehn, 1906
  - genere Carrascotettix Carbonell, 1995
  - genere Cauratettix Roberts, 1937
  - genere Euplectrotettix Bruner, 1900
  - genere Jagomphocerus Carbonell, 1995
  - genere Meloscirtus Bruner, 1906
  - genere Parapellopedon Jago, 1971
  - genere Pellopedon Bruner, 1911
  - genere Rhammatocerus Saussure, 1861
  - genere Scyllinula Carbonell, 1995
  - genere Stereotettix Rehn, 1906

- Tribù Stenobothrini Harz, 1975
  - genere Megaulacobothrus Caudell, 1921
  - genere Omocestus Bolívar, 1878
  - genere Stenobothrus Fischer, 1853

La collocazione di numerosi generi è ancora incertae sedis:
- Acantherus Scudder & Cockerell, 1902
- Acocksacris Dirsh, 1958
- Amesotropis Karsch, 1893
- Anablepia Uvarov, 1938
- Azarea Uvarov, 1926
- Baidoceracris Chopard, 1947
- Brachycrotaphus Krauss, 1877
- Brainia Uvarov, 1922
- Carinulaenotus Yin, 1982
- Catabothrus Uvarov, 1962
- Chrysacris Zheng, 1983
- Chrysochraoides Ren & et al., 1993
- Cophohippus Uvarov, 1953
- Dhimbana Henry, 1940
- Diablepia Kirby, 1902
- Dianacris Yin & Feng, 1983
- Dnopherula Karsch, 1896
- Eleutherotheca Karny, 1907
- Ermia Popov, 1957
- Esselenia Hebard, 1920
- Faureia Uvarov, 1921
- Gelastorhinus Brunner von Wattenwyl, 1893
- Inyangana Naskrecki, 1992
- Karruhippus Brown, 1989
- Komandia Uvarov, 1953
- Kraussella Bolívar, 1909
- Leurohippus Uvarov, 1940
- Lounsburyna Uvarov, 1922
- Macrokangacris Yin, 1983
- Madurea Bolívar, 1902
- Malagasippus Descamps & Wintrebert, 1966
- Megafrohippus Jago, 1996
- Melinohippus Jago, 1996
- Mesopsis Bolívar, 1906
- Neoleva Jago, 1996
- Ovambohippus Brown, 1972
- Paragonista Willemse, 1932
- Paragymnobothrus Karny, 1910
- Pegasidion Saussure, 1861
- Phonogaster Henry, 1940
- Platypternodes Bolívar, 1908
- Pnorisa Stål, 1861
- Primnia Stål, 1873
- Pseudegnatius Dirsh, 1956
- Pseudoberengueria Jago, 1996
- Pseudogmothela Karny, 1910
- Pseudoleva Jago, 1996
- Pusillarolium Zheng, 1999
- Quangula Uvarov, 1953
- Rammeihippus Woznessenskij, 1996
- Salariacris Descamps & Wintrebert, 1966
- Sporobolius Uvarov, 1941
- Squamopenna Lian & Zheng, 1984
- Stenohippus Uvarov, 1926
- Tanalanacris Descamps & Wintrebert, 1966
- Thyridota Uvarov, 1925
- Tinaria Stål, 1861
- Unalia Koçak & Kemal, 2008
- Xenocheila Uvarov, 1933

### Specie presenti in Italia

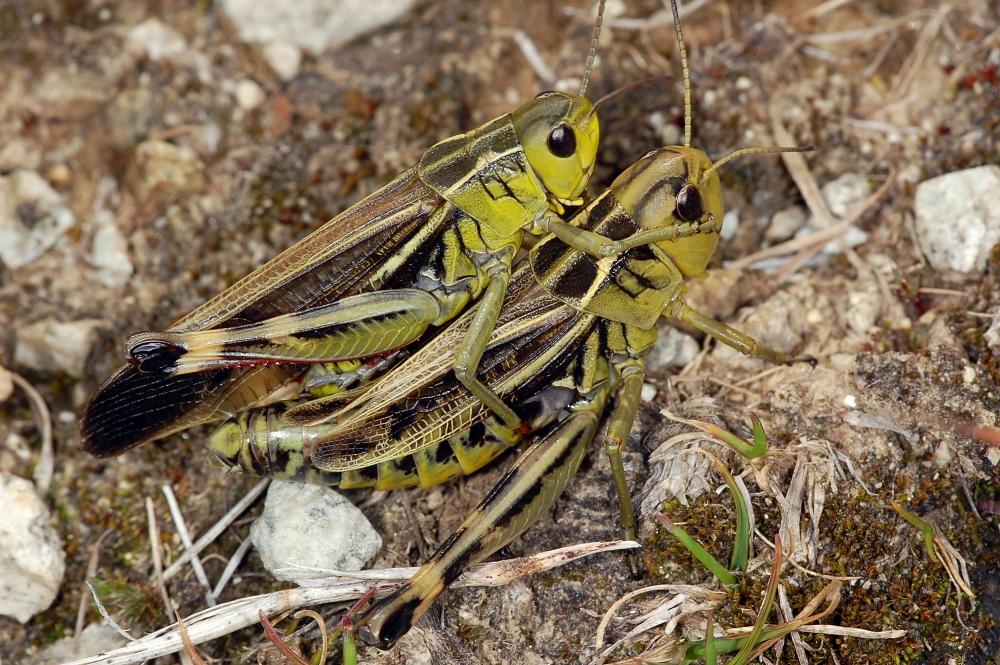
Arcyptera fusca

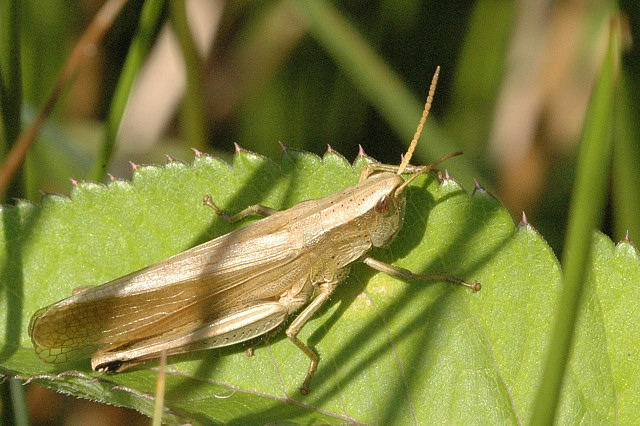
Chrysochraon dispar

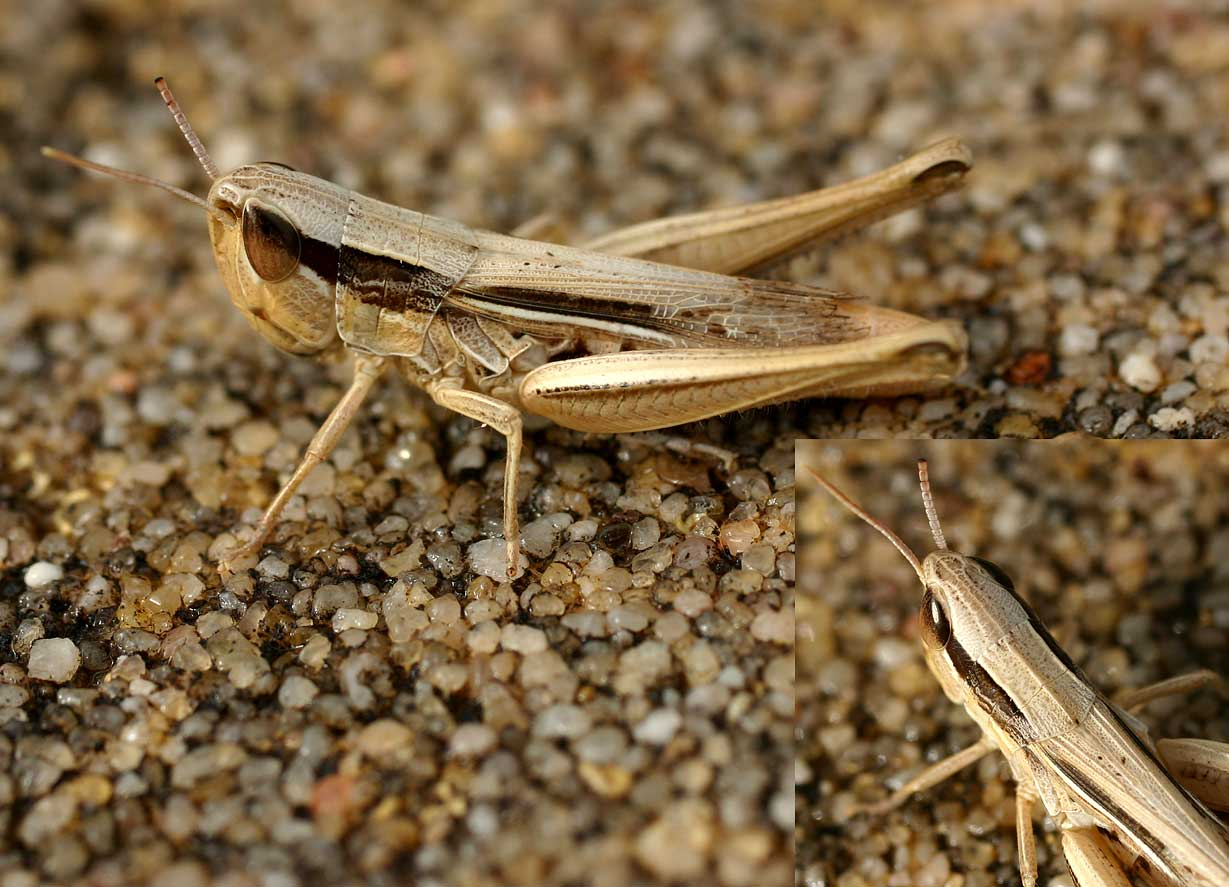
Chorthippus albomarginatus

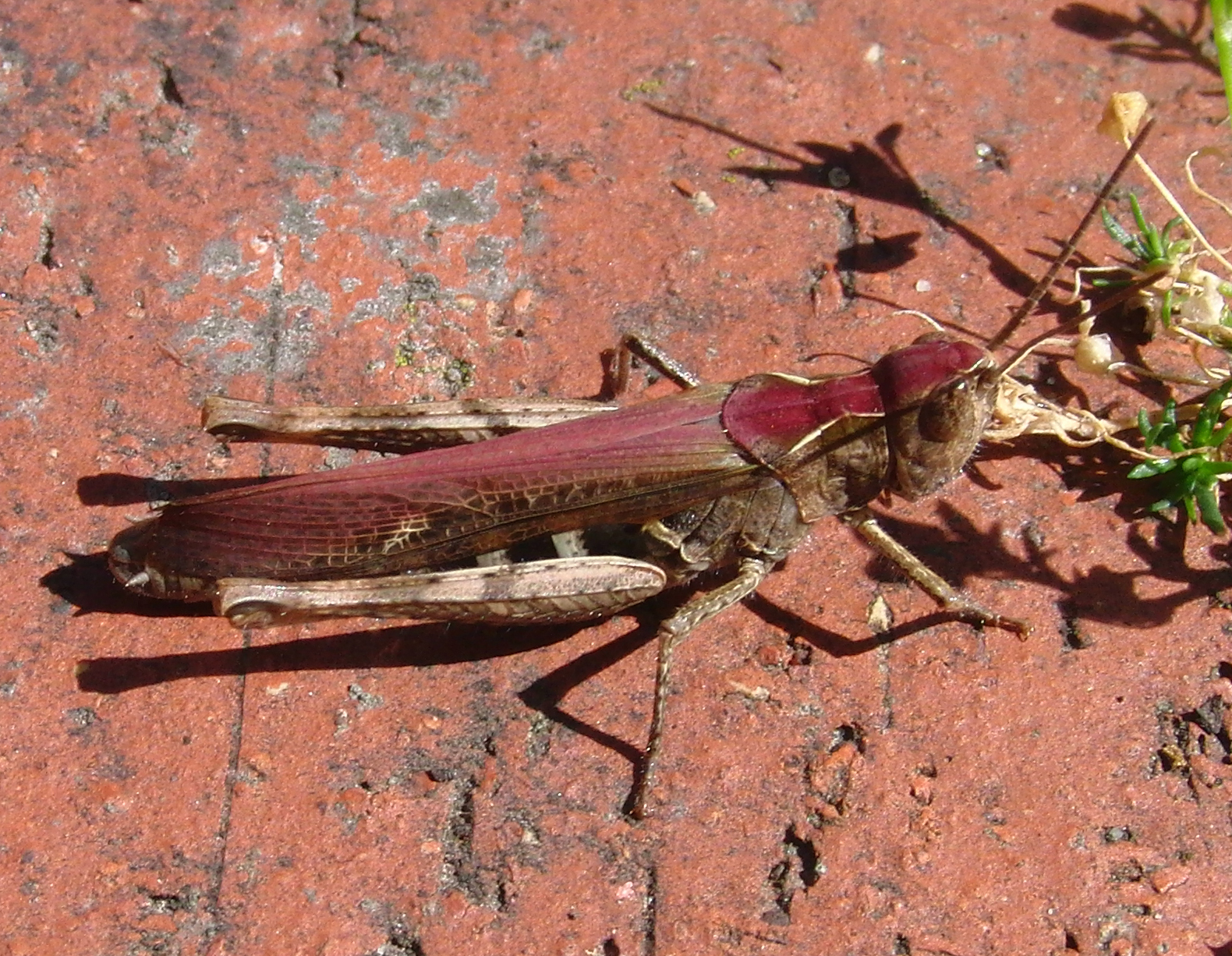
Chorthippus brunneus

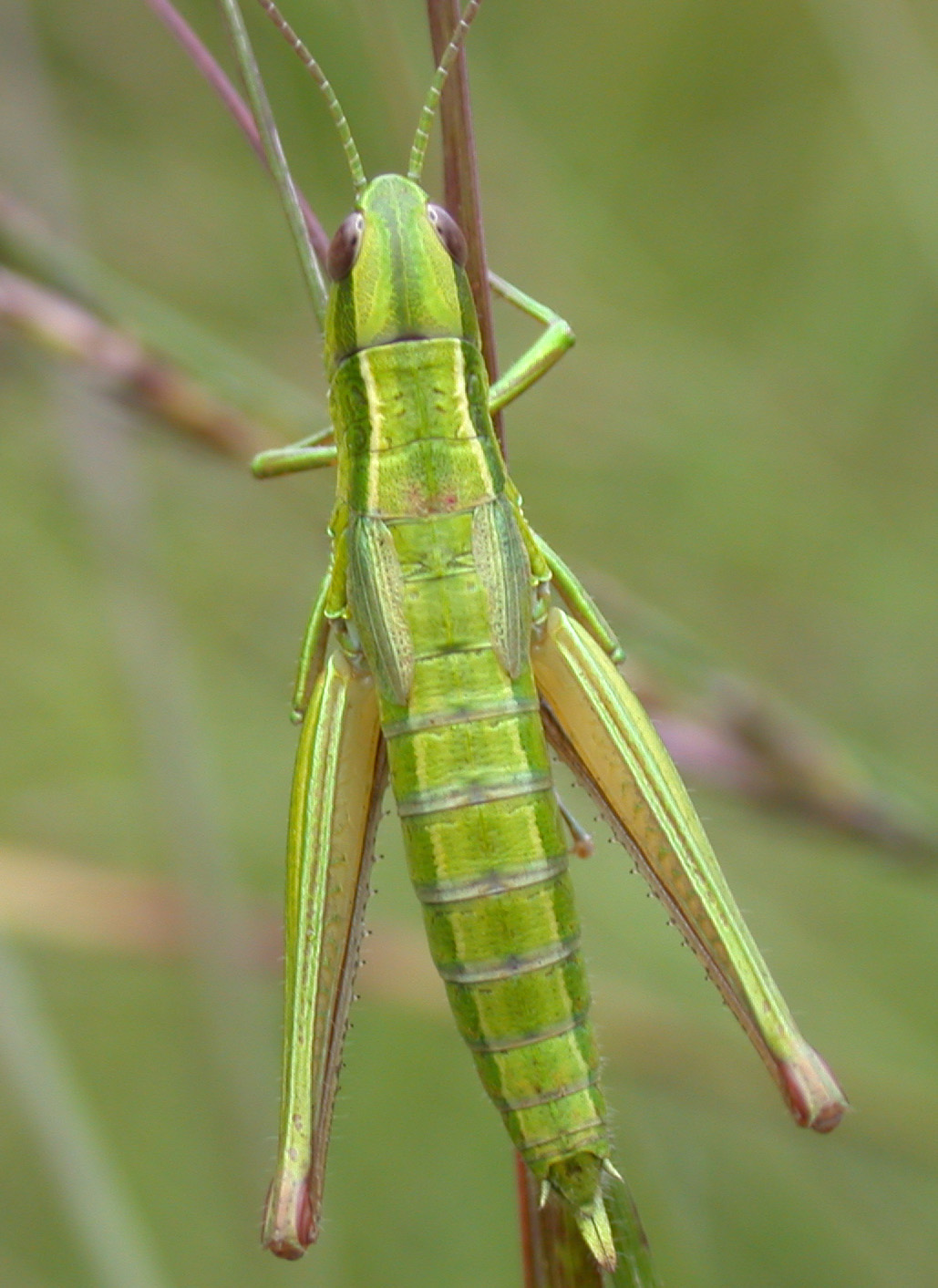
Euthystira brachyptera

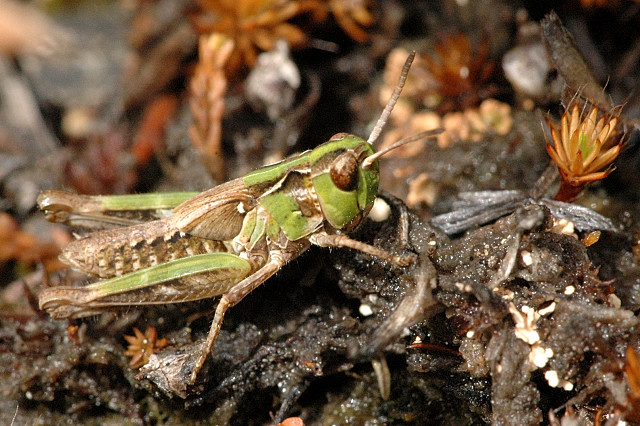
Myrmeleotettix maculatus

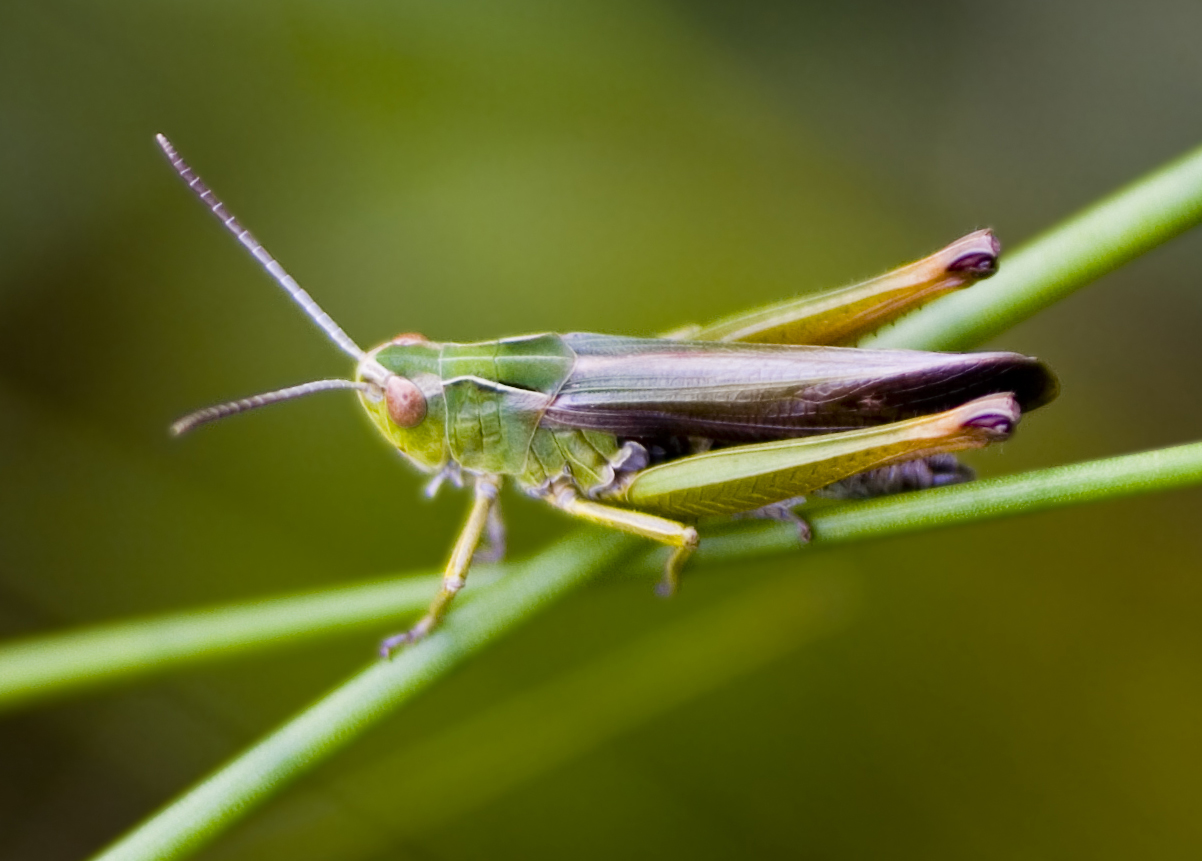
Omocestus viridulus

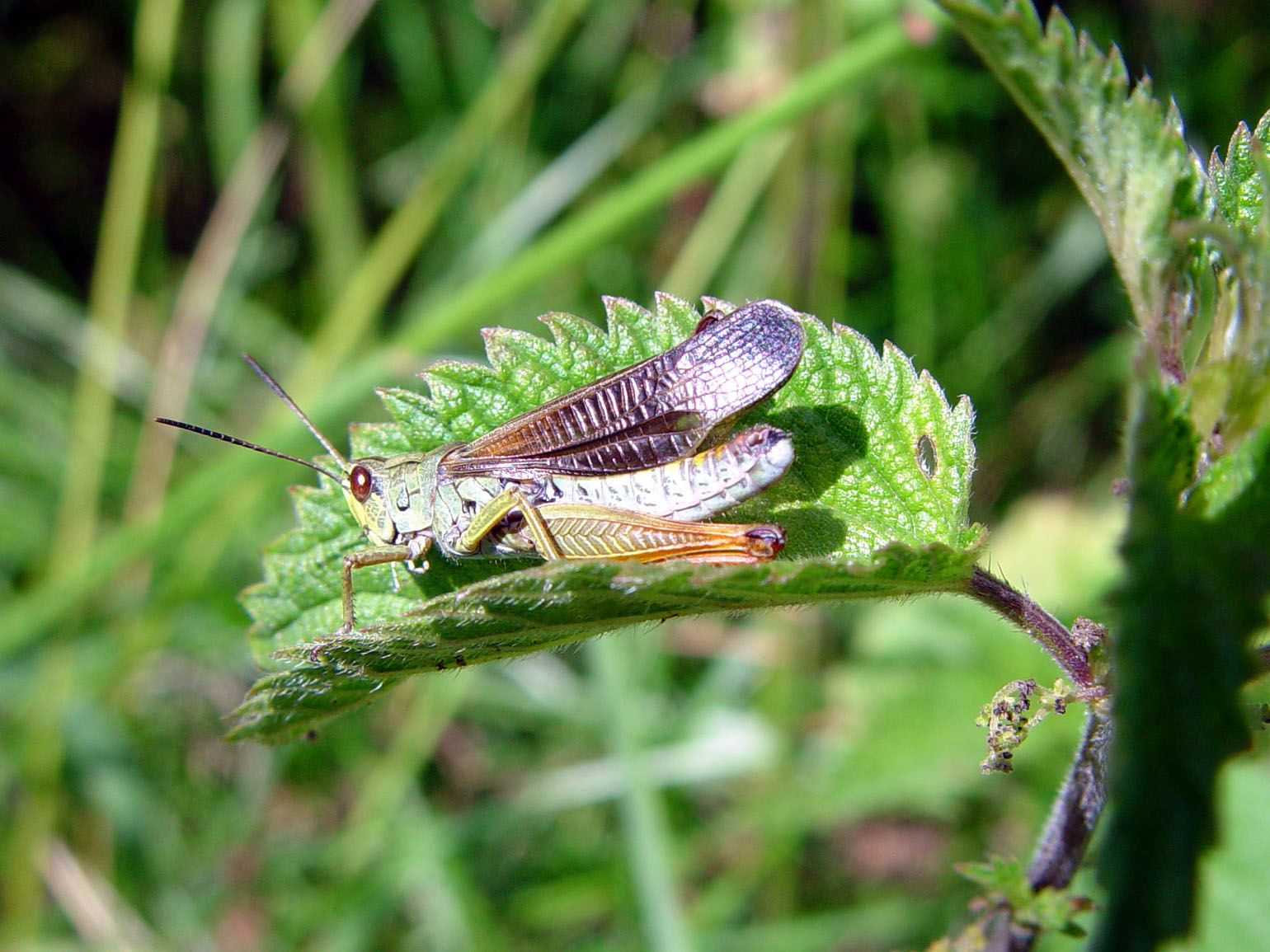
Stauroderus scalaris

in Italia sono presenti le seguenti specie:
- Genere Aeropedellus Hebbard, 1935
  - Aeropedellus variegatus Fischer von Waldheim, 1846

- Genere Arcyptera Serville, 1839
  - Arcyptera alzonai Capra, 1938
  - Arcyptera fusca (Pallas, 1773)
  - Arcyptera microptera (Fischer von Waldheim, 1833)

- Genere Brachycrotaphus Krauss, 1877
  - Brachycrotaphus trixalicerus (Fischer, 1854)

- Genere Chrysochraon Fischer, 1854
  - Chrysochraon beybienkoi Galvagni, 1968
  - Chrysochraon dispar (Germar, 1835)

- Genere Chorthippus Fieber, 1852
  - Chorthippus albomarginatus (De Geer, 1773)
  - Chorthippus alticola (Ramme, 1921)
  - Chorthippus apicalis (Herrich-Schaeffer, 1840)
  - Chorthippus apricarius (Linnaeus, 1758)
  - Chorthippus biguttulus (Linnaeus, 1758)
  - Chorthippus brunneus (Thunberg, 1815)
  - Chorthippus caffer Ramme, 1923
  - Chorthippus cialacensis Nadig, 1986
  - Chorthippus dichrous (Eversmann, 1859)
  - Chorthippus dorsatus (Zetterstedt, 1821)
  - Chorthippus eisentrauti (Ramme, 1931)
  - Chorthippus mollis (Charpentier, 1825)
  - Chorthippus montanus (Charpentier, 1825)
  - Chorthippus parallelus (Zetterstedt, 1821)
  - Chorthippus pullus (Philippi, 1830)
  - Chorthippus rubratibialis Schmidt, 1978
  - Chorthippus sampeyrensis Nadig, 1986
  - Chorthippus vagans (Eversmann, 1848)
  - Chorthippus yersini Harz, 1975

- Genere Dociostaurus Fieber, 1853
  - Dociostaurus brevicollis (Eversmann, 1848)
  - Dociostaurus genei (Ocskay, 1832)
  - Dociostaurus jagoi Soltani, 1978
  - Dociostaurus maroccanus (Thunberg, 1815)
  - Dociostaurus minutus La Greca, 1967

- Genere Euchorthippus Tarbinskij, 1925
  - Euchorthippus albolineatus (Lucas, 1849)
  - Euchorthippus declivus (Brisout, 1848)
  - Euchorthippus sardous Nadig, 1934

- Genere Euthystira Fieber, 1853
  - Euthystira brachyptera (Ocskay, 1826)

- Genere Gomphocerus Thunberg, 1815
  - Gomphocerus rufus (Linnaeus, 1758)
  - Gomphocerus sibiricus (Linnaeus, 1767)

- Genere Italohippus Fontana & La Greca, 1999
  - Italohippus albicornis (La Greca, 1948)
  - Italohippus monticola (Ebner, 1915)
  - Italohippus modestus (Ebner, 1915)

- Genere Myrmeleotettix Bolivar, 1914
  - Myrmeleotettix maculatus (Thunberg, 1815)

- Genere Ochrilidia Stål, 1873
  - Ochrilidia sicula Salfi, 1931
  - Ochrilidia nuragica Massa, 1994

- Genere Omocestus Bolivar, 1878
  - Omocestus haemorrhoidalis (Charpentier, 1825)
  - Omocestus lopadusae La Greca, 1973
  - Omocestus petraeus (Brisout, 1855)
  - Omocestus raymondi (Yersin, 1863)
  - Omocestus rufipes (Zetterstedt, 1821)
  - Omocestus uvarovi Zanon, 1926
  - Omocestus viridulus (Linnaeus, 1758)

- Genere Ramburiella Bolivar, 1905
  - Ramburiella turcomana (Fischer von Waldheim, 1833)

- Genere Stauroderus Bolivar, 1898
  - Stauroderus scalaris (Fischer von Waldheim, 1846)

- Genere Stenobothrus Fischer, 1854
  - Stenobothrus apenninus Ebner, 1915
  - Stenobothrus cotticus Kruseman & Jeekel, 1967
  - Stenobothrus fischeri (Eversmann, 1848)
  - Stenobothrus lineatus (Panzer, 1796)
  - Stenobothrus nigromaculatus (Herrich-Schaeffer, 1840)
  - Stenobothrus rubicundulus Kruseman & Jeekel, 1967
  - Stenobothrus ursulae Nadig, 1978